# Gaetano de Bottis
Gaetano de Bottis (Torre del Greco, 1721 – Napoli, 1790) è stato un naturalista italiano.

## Vita
Gaetano de Bottis nacque a Torre del Greco nel 1721. Ricevette l'ordinazione molto giovane, a soli 24 anni e fu sia professore di Sacra Liturgia presso il Seminario di Napoli, sia un naturalista alquanto dotato. Si interessò particolarmente di vulcanologia. Fu membro della Società Reale di Napoli, professore della Nunziatella e dell'Università di Napoli. Contribuì anche ad alcuni lavori nella sua città natale Torre del Greco.
Lo scienziato italiano Luca de Samuele Cagnazzi (1764-1852) criticò gli insegnamenti e la stessa preparazione di de Bottis, affermando che, come il suo amico Alberto Fortis gli aveva fatto notare, il mondo accademico napoletano era sostanzialmente mediocre e "di tutto si voleva fare mistero specialmente nella chimica, come nella mineralogia. Io non aveva mai potuto avere una chiara idea dal sig. [Gaetano] de Bottis del sistema mineralogico stando in Napoli".

## Opere
- Ragionamento istorico intorno ai nuovi vulcani nel territorio della Torre del Greco, Napoli, 1761.
- Ragionamento istorico dell’incendio del Vesuvio accaduto nel mese di ottobre 1767, Napoli, 1768.
- Istoria di varj incendi del monte Vesuvio, Napoli, 1768.
- Breve relazione degli effetti di un fulmine, Napoli, Stamperia Simoniana, 1774.
- Ragionamento istorico dell’incendio del Vesuvio nell’anno 1770 e delle varie eruzioni che ha causato, Napoli, 1776.
- Ragionamento istorico intorno all’eruzione del Vesuvio del 29 luglio dell’anno 1779, Napoli, 1779.

## Intitolazioni
- Il liceo ginnasio statale di Torre del Greco è stato intitolato a Getano de Bottis.